# Waternoot
De waternoot (Trapa natans), Europese waterkastanje of Indische waterkastanje is een eenjarige waterplant. De wortelknollen ('noten') van de plant worden onder de naam singhara vooral in India en Pakistan als voedsel en medicatie genuttigd.
Met de naam 'waternoot' worden soms ook andere Trapa-soorten bedoeld: Trapa bicornis en Trapa rossica.

## Voorkomen
De plant komt van nature voor in warme en gematigde delen van Eurazië en Afrika in langzaam stromend water van maximaal 5 meter diep. 
In grote delen van Europa is de soort met uitsterven bedreigd. Ze staat dan ook op de Rode Lijst van zowel een aantal Europese landen en regio's als op de Rode Lijst van de IUCN. Daarnaast is de waternoot opgenomen in Appendix I van de streng beschermde plantensoorten van de Europese Conventie van Bern van 1979. In Canada en het noordoosten van de Verenigde Staten daarentegen wordt de plant beschouwd als een invasieve exoot die het ecosysteem van meren en rivieren verstoort en door haar dichte structuur van bladerdek en stengels zelfs de scheepvaart ernstig hindert.
In China en Japan wordt de soort nog steeds geteeld en geldt daar als basisvoedingsmiddel.

## Toepassingen
Het is bekend dat er in de Steentijd al waternoot gegeten werd. Later schreef de romein Plinius dat er onder andere brood van werd gebakken. Tot aan het einde van de negentiende eeuw werden in Italië en Hongarije waternoten onder de naam 'Jezuïetennoten' verkocht. De noot moet gekookt worden voor het los gegeten kan worden en de smaak lijkt op dat van jonge kaas.
Tijdens de herfst kunnen de noten geoogst worden.

## Trivia
Het Japanse automerk Mitsubishi dankt zijn naam en logo aan de waternoot. Mitsu betekent 'drie' terwijl hishi ('bishi' uitgesproken volgens rendaku, de Japanse fonetica) 'waternoot' betekent. Sinds 1914 vormen drie ruitvormige bladeren van de Indische waterkastanje, zij het gestileerd, het embleem van Mitsubishi. Officieel maar niet helemaal correct wordt Mitsubishi gemakshalve vertaald als "drie diamanten".

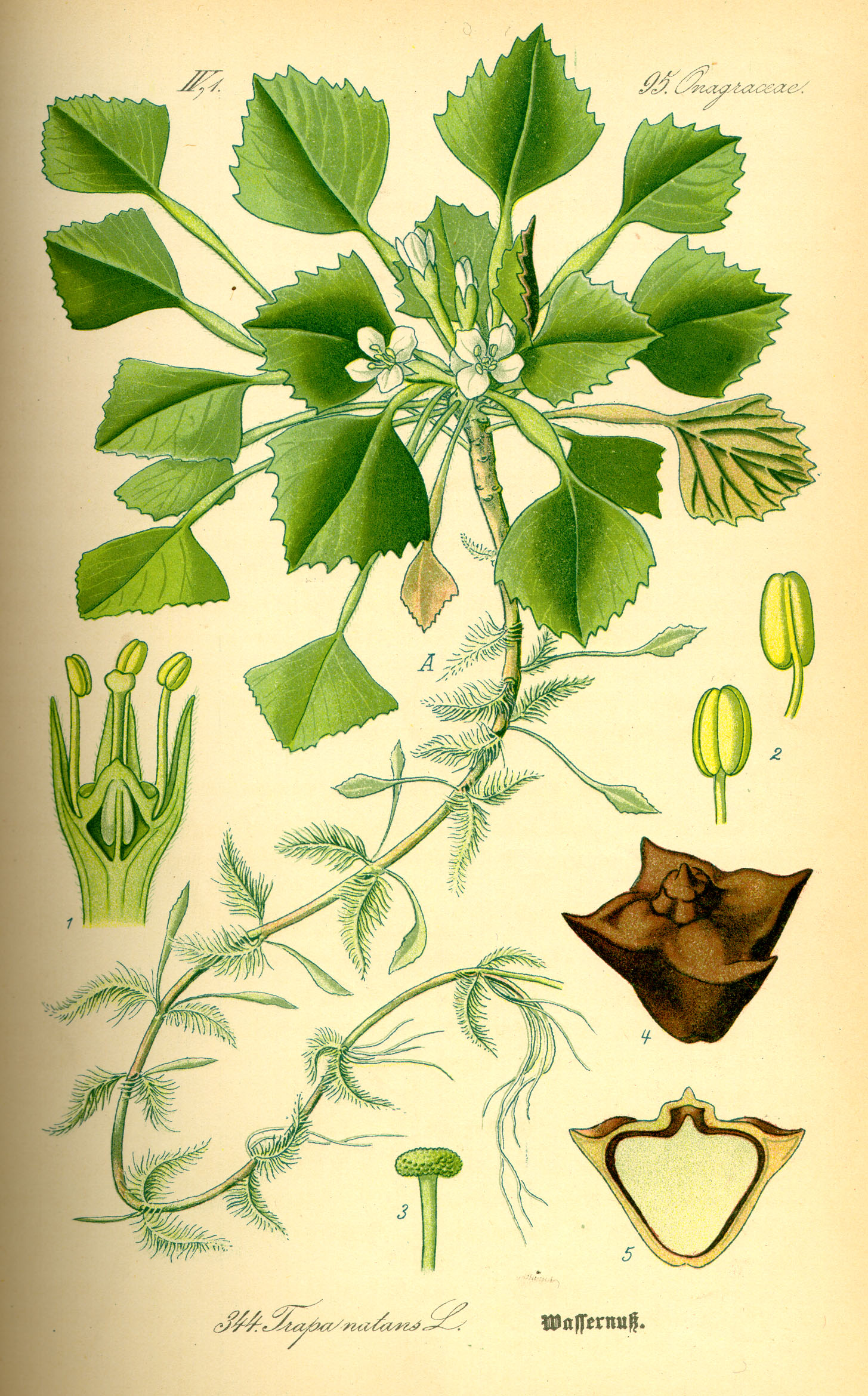

De eveneens eetbare Chinese waterkastanje (Eleocharis dulcis), behoort tot de cypergrassen (Cyperaceae) en is niet verwant aan de waternoot.